# Sterben
Sterben er en tysk familiedramafilm fra 2024, der er instrueret af Matthias Glasner og har den fremtrædende tyske skuespiller Lars Eidinger i hovedrollen som dirigenten Tom, der er søn i filmens dysfunktionelle familie. Filmen varer tre timer.
Filmens titel Sterben betyder "at dø" på tysk. På filmens plakat er det første E dog tvetydigt anbragt ovenover R'et, så titlen også kunne læses som Streben, der betyder "at stræbe". Titlen kunne således både læses som en fortælling om vores nødvendige, uundgåelige død, og som en fortælling om kunstnerisk stræben, idet den også handler om det enkelte menneskes ukuelige skaberkraft.

## Handling
Sterben er en familiesaga om den dysfunktionelle og splittede Lunies-familie. Faren Gerd er ramt af demens og ventes at flytte på plejehjem. Moren Lissy ser frem til den ventende frihed. Sønnen Tom (Lars Eidinger), der er dirigent, arbejder på et episk musikværk med navnet Sterben, samtidig med at han forsøger at få arbejdet til at passe sammen med sit privatliv, hvor han er tæt på en depressiv ven og samtidig er ved at blive far til et barn med sin ekskæreste. Toms søster Ellen, der arbejder som klinikassistent, indleder et forhold til en gift tandlæge og drukner samtidig sine sorger i alkohol. Da døden melder sin ankomst, føres familien sammen igen med et både tragisk, komisk og uforudsigeligt resultat.

## Medvirkende
- Lars Eidinger som Tom Lunies
- Lilith Stangenberg som Ellen Lunies
- Corinna Harfouch som Lissy Lunies
- Hans-Uwe Bauer som Gerd Lunies
- Robert Gwisdek som Bernard
- Ronald Zehrfeld som Sebastian Vogel
- Saskia Rosendahl som Ronja
- Anna Bederke som Liv
- Saerom Park som Mi-Do

## Modtagelse

### Priser
Filmen vandt tre priser i hovedkonkurrencen på Berlin Film Festival i 2024, og den blev kåret som Bedste Film ved uddelingen af Deutscher Filmpreis (Lola-prisen).

### Danmark
Filmmagasinet Ekkos anmelder Peter Wivel gav filmen topkarakteren seks stjerner ud af seks. Ifølge Wivel var filmen et sindsoprivende menneskeligt drama, der stillede skarpt på menneskets digteriske skaberkraft, vores frisind, og spåede, at filmen ville blive en milepæl i europæisk filmkunst. I Berlingske gav Thomas Brunstrøm fem stjerner og skrev, at filmens historie var lige dele forfærdelig og fascinerende og på én gang meget seværdig og meget svær at være vidne til. I dagbladet Information var anmelder Peter Nielsen noget mere forbeholden. Han syntes, at filmen var unødvendigt udpenslet, udvendig, overfortalt og alt andet end elegant og raffineret.